# Estany de la Pradella
L'Estany de la Pradella és un estany del Pirineu, situat a cavall dels termes comunals d'Angostrina i Vilanova de les Escaldes, Bolquera i Font-romeu, Odelló i Vià, tots tres de l'Alta Cerdanya, a la Catalunya del Nord.

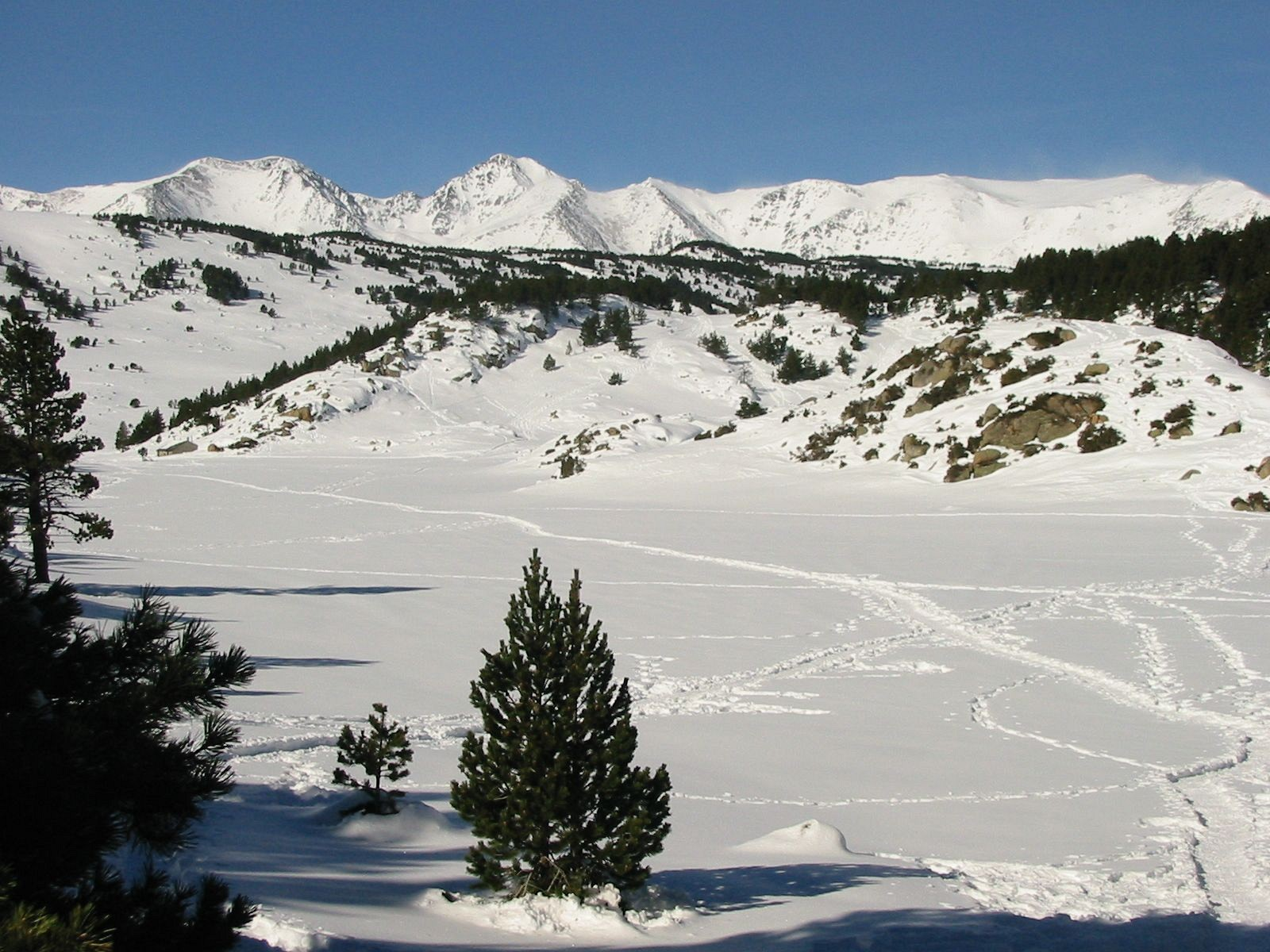
El llac en ple hivern

Es troba a 1.955,9 metres d'altitud, a l'extrem nord-est del terme comunal d'Angostrina i Vilanova de les Escaldes, a l'extrem nord-oest del de Bolquera i al racó nord del de Font-romeu, Odelló i Vià.
És a prop al sud-est de la resclosa del Llac de la Bollosa, al Bosc de Llívia, i a prop de les pistes i remuntadors més septentrionals de l'Estació d'esquí de Font-romeu.
L'Estany de la Pradella està inclòs en moltes de les rutes excursionistes del sector sud-est del Massís del Carlit.